# Episodi di Falcon Beach (prima stagione)
| nº | Titolo originale         | Titolo italiano            | Prima TV Canada  | Prima TV Italia |
| -- | ------------------------ | -------------------------- | ---------------- | --------------- |
| 1  | Starting Over            | Ricominciare               | 5 gennaio 2006   | 28 maggio 2008  |
| 2  | Chemistry Lessons        | La macchina per l'espresso | 12 gennaio 2006  | 29 maggio 2008  |
| 3  | Family Portrait          | Foto di famiglia           | 19 gennaio 2006  | 30 maggio 2008  |
| 4  | Getting to Know You      | Sogni infranti             | 25 gennaio 2006  | 3 giugno 2008   |
| 5  | Summer Solstice          | Solstizio d'estate         | 1º febbraio 2006 | 4 giugno 2008   |
| 6  | Wakejam                  | Il nuovo campione          | 15 febbraio 2006 | 5 giugno 2008   |
| 7  | Local Heroes             | Eroi del luogo             | 22 febbraio 2006 | 6 giugno 2008   |
| 8  | The Blame Game           | Il gioco delle colpe       | 1º marzo 2006    | 9 giugno 2008   |
| 9  | Papa was a Rolling Stone | Rock'n Roll                | 8 marzo 2006     | 10 giugno 2008  |
| 10 | Trust This               | Non mollare                | 15 marzo 2006    | 11 giugno 2008  |
| 11 | Desperados               | Una nuova vita             | 25 marzo 2006    | 12 giugno 2008  |
| 12 | Reckless Love            | Amori inquieti             | 1º aprile 2006   | 13 giugno 2008  |
| 13 | Summer's Over            | Ultimi giorni d'estate     | 8 aprile 2006    | 16 giugno 2008  |

## Un'estate di fuoco
- Titolo originale:  Falcon Beach (1-2)
- Diretto da: Billy Corcoran
- Scritto da: Thérèse Beaupré, Matt Hastings, Stacey Kaser, Charles Johnston, Grant Sauvé

### Trama
Inizia l'estate e a Falcon Beach si respira aria di cambiamenti. Ginny e la figlia Paige arrivano per passare le vacanze nella vecchia casa della gioventù di Ginny, iniziando subito una rocambolesca conoscenza con Jason e Danny, due ragazzi del luogo. Inoltre, in città, torna la bella Tanya, amica d'infanzia dei due partita anni prima per fare la modella in Europa, ed ora di nuovo a casa apparentemente per prendersi del tempo. Con loro fa la sua apparizione Lane, fratello di Paige, e classico "Bad Boy" ricco, bello e nel giro della droga. Paige fatica ad ambientarsi, non avendone nemmeno desiderio, essendo quello per lei una specie di prigione, senza quindi mancare di essere acida nei saltuari primi incontri con Jason. Denny deve fare i conti con i sentimenti che prova per Erin con un nuovo ragazzo, finendo per chiederle di restare e mettersi con lui, confessandole di amarla da diverso tempo. Tanya invece, per divertirsi, si avvicina a Lane, permettendo così a Paige e Jason di fare altrettanto, finendo quindi su una barca di lui in mezzo all'acqua a baciarsi. Jason, che vive a Falcon Beach e con la madre possiede un porticciolo di barche, però pare non aver del tutto dimenticato Tanya, suo grande amore anni prima, partita senza concludere del tutto la loro storia. Lei, che ha vissuto storie di cui vuole dimenticare a Parigi, finisce per piangere tra le braccia del ragazzo, sotto lo sguardo dolorante di Paige.

## Ricominciare
- Titolo originale:  Starting Over
- Diretto da: Andrew Potter
- Scritto da: Elizabeth Stewart

### Trama
Mentre Jason cerca di capire cosa ancora prova per Tanya, arriva in città l'agente di quest'ultima, intenzionato a ripartire con la ragazza o rientrare nei debiti che lei gli ha lasciato. Paige, scossa dall'aver visto Jason e Tanya abbracciati, torna a casa dove scopre che Travor ha problemi con la società che ha fondato e che potrebbe essere licenziato. Denny, invece, scopre che il padre ha una grossa somma da pagare alla banca, 10,000 dollari, per la rata di un mutuo ipotecario. Paige, studentessa in materia di economia, decide di aiutare il ragazzo e la sua famiglia programmando un piano finanziario e permettendogli di trovare i soldi necessari a non perdere la sala giochi. Jason è molto turbato dalla decisione che deve prendere Tanya, premendo affinché lei rimanga nella loro città e riprendere a vivere normalmente.

## La macchina per l'espresso
- Titolo originale: Chemistry Lessons
- Diretto da: Andrew Potter
- Scritto da: Therese Beaupre

### Trama
Per aumentare le entrate della sala giochi, Paige convince il padre di Danny a comprare una macchina per l'espresso, rischiando però mandare andare in rovina i locali vicini a causa dei prezzi bassi. Iniziano inoltre i lavori di ristrutturazione della Mansarda della sala al fine di trasformarla in un appartamento da affittare. La presenza però di Jason per i lavori costringe i due ad un chiarimento rispetto alla loro storia, decidendo di rimanere amici. Ginny blocca quindi le carte di credito di Lane, così da costringerlo a tornare nella casa al lago dove trova una bella sorpresa: dovrà lavorare tutta estate come spazzino per rimediare al danno fatto vendendo droga al figlio del sindaco. Erin, invece, parla con Danny chiedendogli di restare solo amici, non ancora pronta per affrontare una nuova relazione seria con il ragazzo. Paige conosce Adrian, giovane medico della città e tra i due sembra esserci alchimia.

## Foto di famiglia
- Titolo originale:  Family Portrait
- Diretto da: Bill Corcoran
- Scritto da: Sean Jara

### Trama
Trevor, per dimostrarsi forte e per cercare di non perdere la propria azienda, organizza con un giornale un'intervista a lui ed ai suoi famigliari, così da mostrare come riesce a tenere unito il nucleo. Paige scopre che il padre ha tradito la madre e che, sia lei che il fratello, lo hanno sempre saputo. I Bradshaw, ad ogni modo, per non mostrare a tutti come pian piano si stiano dividendo tra loro, decidono di fare una foto insieme, mostrando un'apparente serenità e solidità. Danny, invece, parla con Erin, riprendendo la loro storia da dove avevano interrotto qualche giorno prima.

## Sogni infranti
- Titolo originale: Getting to Know You
- Diretto da: Norma Bailey
- Scritto da: Daegan Fryklind

### Trama
Il WakeJam si avvicina e Jason continua ad allenarsi nella speranza di poter vincere... Speranza che purtroppo viene infranta dal motore fuso della sua imbarcazione. Ginny, invece, reicontra Alan, vecchia fiamma delle sue estati a Falcon Beach, ora residente a tutti gli effetti, nonché proprietario della libreria. Danny propone a Paige di ristrutturare la vecchia sala da ballo, al fine di ospitare concerti dal vivo e movimentare la vita della città. Espongono quindi al Sindaco la proposta che, pur essendo valida, viene bocciata per i rapporti difficili che lo legano alla famiglia Bradshaw. Nonostante tutto però, Paige e Danny non paiono voler mollare ed organizzano una raccolta di firme tra gli abitanti della città. Jason, già di malumore per il sogno che vede sfumare, scopre con dispiacere che Tanya continua a fare uso di droghe. Al Sunset quindi viene organizzata una festa dove le ragazze, chiamate Party Girls, per vincere una maglietta alzano la propria, mostrando il seno alla telecamera. Ed è quello che fa Erin sotto gli occhi di Danny che pare non prendere bene il gesto della sua ragazza.

## Solstizio d'estate
- Titolo originale: Summer Solstice
- Diretto da: Norma Bailey
- Scritto da: Therese Beaupre

### Trama
Per Falcon Beach è arrivata la festa del Solstizio d'Estate, vecchia tradizione della città. Jinny si ritrova quindi a fare da aiuto volontario alla festa, lavorando fianco a fianco con Alan, con il quale il riavvicinamento sentimentale sembra pian piano rafforzarsi. Jason è alla ricerca di una barca per poter partecipare al Torneo, ma i suoi problemi finanziari paiono essere un monte troppo alto da scalare. Arrivato all'orecchio di Paige il problema dell'amico, decide di aiutarlo affittando per lui la barca, a condizione che le faccia lo sconto sulle lezioni di WakeBoard. Naturalmente il suo gesto crea tensioni sia con il ragazzo, che non vuole la carità dell'amica, che con i rispettivi fidanzati Adrian e Tanya, ingelositi dall'attenzione rivolta verso Jason. Danny invece si ritrova a dover affrontare faccia a faccia Erin, ed il suo gesto di qualche sera prima, confessandole la fatica di continuare ad vederla con gli stessi occhi che usava prima, arrivando però a sentirsi ancora più uniti di quanto fossero. Durante la festa, ad ogni modo, molte situazioni vanno risolvendosi: Jason chiede scusa a Paige, accettando il suo aiuto e la sua barca, così come fa anche Adrian. Trevor, a sorpresa, si presenta alla festa per stare con la moglie e dimostrarle che l'ama, cercando quindi di riavvicinarsi a lei.

## Il nuovo campione
- Titolo originale: Wakejam
- Diretto da: Bill Corcoran
- Scritto da: Grant Sauvé

### Trama
È finalmente arrivato il giorno del Wakejam, la competizione sportiva alla quale partecipa Jason. Tutta la città pare fargli grandi pressioni per la vittoria, compresi Danny e la Madre. Tanya parla col padrone del locale riguardo al comportamento di Tom che quindi viene licenziato. Prima di andarsene confessa a Jason che la sua ragazza e l'ex datore di lavoro sono andati a letto assieme e il ragazzo pare credergli. A Falcon Beach arriva Patricia, la sorella di Jinny, con i suoi due figli, intenzionata apparentemente a voler passare solo un po' di tempo con la sua famiglia nella casa lasciata dalla madre ad entrambe. In realtà, la vera ragione della sua visita è il voler vendere la proprietà, facendo riaffiorare le tensioni tra lei e la sorella. Jason, dopo aver superato le qualificazioni alla finale, litiga con Tanya che lo accusa di non fidarsi di lei, mentre Erin e Danny si confessano di amarsi. Il giorno seguente, alla finale, Jason riesce ad affrontare l'ostacolo che il giorno prima lo aveva fatto titubare, riuscendo così a rubare il primo posto al campione in carica, sotto gli occhi di Paige alla quale regala il sorriso più felice della giornata. 

## Eroi del luogo
- Titolo originale: Local Heroes
- Diretto da: Bill Corcoran
- Scritto da: Elizabeth Stewart

### Trama
Iniziano i lavori alla sala da ballo, organizzati da Danny e Paige, che vengono aiutati da tutta la città di Falcon Beach, Jason compreso. Tra lui e Paige, infatti, pare esserci un'intesa particolare, notata da Adrian che si ingelosisce. Il video delle Party Girls appare su internet e tutti i ragazzi in spiaggia paiono notare la presenza di Erin, con enorme imbarazzo suo e del suo ragazzo. Jinny invece scopre che Trevor l'ha coinvolta il spostamenti illeciti del patrimonio della società, causandole problemi legali. Quella notte un temporale si abbatte sulla città rovinando tutto il lavoro svolto nella sala da ballo dai volontari. Paige, amareggiata per l'accaduto, accidentalmente offende tutte le persone che si sono offerte di dar loro una mano e che quindi se ne vanno. Danny fa una sfuriata contro la ragazza, andandosene anche lui sotto gli occhi di Jason. Quest'ultimo, ad ogni modo, riesce a convincere la cittadinanza a tornare al lavoro, accrescendo così il legame tra lui e Paige. Al mare, nel turno di Erin, un ragazzino viene portato sulla spiaggia cianotico. Poco dopo l'arrivo di Adrian però questo muore, nonostante gli sforzi della bagnina.